# Srabura africana
Srabura africana är en insektsart som beskrevs av Nielson 1991. Srabura africana ingår i släktet Srabura och familjen dvärgstritar. Inga underarter finns listade i Catalogue of Life.